# Сикертан
Сикертан — село в Арском районе Татарстана. Входит в состав Сизинского сельского поселения.

## География
Находится в северо-западной части Татарстана на расстоянии приблизительно 17 км по прямой на северо-восток от районного центра города Арск у речки Кисьмесь.

## История
Основано во второй половине XVII века, упоминалось также как деревня На врагу Сикиртан. 
В «Списке населенных мест по сведениям 1859 года», изданном в 1866 году, населённый пункт упомянут как казённая деревня На врагу Сикертань 1-го стана Мамадышского уезда Казанской губернии. Располагалась при речке Кисьмесь, на просёлочной дороге, в 109 верстах от уездного города Мамадыша и в 50 верстах от становой квартиры во владельческом селе Кукмор (Таишевский Завод). В деревне в 104 дворах жили 750 человек (386 мужчин и 364 женщины). Была мечеть.
По сведениям переписи 1897 года, в деревне Сикертан Мамадышского уезда Казанской губернии проживали 800 человек (394 мужчины, 406 женщин), все мусульмане.
В начале XX века мечеть и мектеб уже были.

## Население
Постоянных жителей было: в 1782 году — 164 душ мужского пола, в 1859—720 человек, в 1897—936, в 1908—1014, в 1920—1019, в 1926—703, в 1938—763, в 1949—610, в 1958—464, в 1970—368, в 1979—279, в 1989—203, 169 в 2002 году (татары 100 %), 185 в 2010.